# Radio Gama MM
Radio Gama MM je bila slovenska radijska postaja, ki je oddajala med letoma 1994 in 2006.
Radio Gama MM je bila ena izmed prvih komercialnih radijskih postaj v Sloveniji. Ustanovitelj programa je bil Marjan Meglič, pionir slovneskih zasebnih elektronskih medijev, sicer tudi ustanovitelj televizje MMTV, ki je z leti postala POP TV. Program je formalno nastal z združitvijo obstoječega kranjskega radia Gama (67%) in Meglič Telecoma (33%). Svoj program so vsa leta oddajali iz ljubljanskih Stegen preko oddajnika na Krimu na frekvenci 106.4 Mhz - v samem začetku v januarju 1994 na 106,5 MHz.
Zaradi za tiste čase svežega pristopa je v program začetku požel izjemen uspeh in veliko posnemovalcev.
S časom se je prvotni zagon porazgubil, velika imena so odšla in poslušalcev je bilo z vsakim letom manj. Leta 2001 so se odločili za spremembo programske usmeritve z željo po večji prepoznavnosti in pokrivanju segmenta, ki bi jih ločeval od drugih radijskih postaj. S programom pod sloganom s posluhom za aktivne, torej športno usmerjenim programom jim to ni uspelo najbolje in leta 1. aprila 2006 je program prenehal z delovanjem, nadomestil ga je Radio Ekspres.
Pomembnejša moderatorja programa sta bila Alenka Štebe in brat dvojček (alter ego) Jonasa Žnidaršiča Toni Božanski.

## Pomembnejši voditelji
- Alenka Štebe
- Jonas Žnidaršič
- Pavle Gregorc
- Miha Merlak
- Franci Kapler - Gospod Ravnatelj
- Matjaž Ambrožič
- Boris Perme
- Peter Plesec - DJ Pero